# Amsterdam (film)
Amsterdam er en amerikansk dramafilm fra 2022 skrevet og instrueret af David O. Russell. Filmen har Christian Bale, Margot Robbie og John David Washington i hovedrollerne og handler om tre venner, der i 1930'erne overværer mordet på en ung dame, hvilket de bliver anklaget for. Vennerne forsøger derpå at finde den rigtige morder og sætter derved gang i optrevlingen af et politisk kupforsøg.
Filmen blev en publikumsmæssig fiasko trods en lang række kendte medvirkende.

## Handling
De to venner, Burt (Christian Bale) og Harold (John David Washington), er veteraner fra første verdenskrig, hvor de lærte hinanden at kende, da Burt blev leder af det sorte amerikanske regiment med blandt andet Harold. De blev hårdt såret i en træfning, og på feltlazarettet bliver de passet af Valerie (Margot Robbie), der hjælper dem til Amsterdam, hvor de skal komme sig under hendes tilsyn. Burt, der har mistet et øje under træfningen, får et glasøje af Canterbury (Mike Myers) og Norcross (Michael Shannon), men på betingelse af, at de to venner hjælper dem, når de får brug for det (de er henholdsvis britisk og amerikansk efterretningsmænd).
Flere år senere, hvor Burt og Harold er tilbage i New York, er Burt læge, der hjælper mange af de sårede veteraner, og Harold er advokat, der hjælper dem juridisk. De er ved at planlægge en gallafest for det gamle regiment og håber at få deres general, Meekins, til holde festtalen. Imidlertid er han netop kommet hjem fra Europa, men er død under mystiske omstændigheder. Hans datter, Liz (Taylor Swift), henvender sig til Burt og Harold for at få sin far obduceret, og det viser sig, at han er forgiftet. Mens de fortæller det til Liz, bliver hun skubbet ud på gaden og kørt over, og morderen forsøger i forvirringen at skyde skylden på Burt og Harold. Politiet er tilbøjelig til at tro på "vidnerne", men Burt og Harold får mulighed for at bevise deres uskyld. 
Lige inden hun blev myrdet, sagde Liz navnet "Voze", og Burt og Harold opsøger nu Tom Voze (Rami Malek), og opdager, at han er bror til Valerie og holder hende indespærret under påskud af, at hun er psykisk syg. Burt, Harold, som var forelsket i Valerie i Europa, og Valerie genopliver deres pagt fra krigen, og finder ud af, at de skal opsøge den berømte general Dillenbeck (Robert De Niro), som vist ved noget om Meekins' død, og desuden få ham til at holde tale til festen. Tom Voze støtter dette, og de tre venner opsøger nu generalen, der af en tvivlsom person, der repræsenterer nogle bagmænd, er forsøgt hyret til at holde en tale i anden sammenhæng. Burt og Harold mistænker bagmændene for at stå bag mordene på Meekins og hans datter, og får generalen til at acceptere at holde talen fra bagmændene, men til gallafesten, i håbet om at lokke dem frem. Undervejs får de igen kontakt med Canterbury og Norcross, der ved mere om mordet på Meekins og hjælper dem.
Generalen møder bagmændene ved festen, og det viser sig, at de er store beundrere af de stærke mænd i Tyskland og Italien og vil have generalen til stå i spidsen for et statskup i USA. Men generalen er for retskaffen og holder sin egen tale, der radiotransmitteres, og det er mod kupmagernes ønske, så manden, der myrdede Liz Meekins, forsøger nu at myrde general Dillenbeck, så kupmagerne kan skyde skylden på anarkister. Harold og Valerie forpurrer mordforsøget, og bagefter bliver Tom Voze afsløret i også at være med i kupplanen. Han har holdt Valerie indespærret og medicineret for at undgå, at hun afslørede hans planer. Efter festen flygter Harold og Valerie med skib til udlandet, mens Burt, der er ulykkeligt gift, bliver hjemme for at søge lykken hos en anden sygeplejerske.

## Medvirkende
- Christian Bale som Burt Berendsen
- Margot Robbie som Valerie Voze
- John David Washington som Harold Woodman
- Rami Malek som Tom Voze
- Anya Taylor-Joy som Libby Voze
- Michael Shannon som Henry Norcross
- Mike Myers som Paul Canterbury
- Robert De Niro som general Gil Dillenbeck
- Chris Rock som Milton King
- Matthias Schoenaerts som detektiv Lem Getweiler
- Alessandro Nivola som detektiv Hiltz
- Taylor Swift som Liz Meekins
- Zoe Saldaña som sygeplejerske Irma St. Clair

## Produktion
Filmens tema er stærkt inspireret af det såkaldte Business Plot, en historisk konspiration der blev optrevlet i 1933 i USA, hvor en gruppe rige erhvervsmænd planlagde at udnytte utilfredsheden blandt militærveteraner til at skabe grobund for et militærkup, der skulle afsætte den siddende præsident Franklin D. Roosevelt. Kuppet blev afsløret af den pensionerede general Smedley Butler, der skulle have været kransekagefigur for kuppet. General Dillenbeck i filmen er modelleret over Butler, og i slutsekvensen af filmen ses Butler afgive forklaring til regeringskomité om hændelsen parallelt med en forklaring i filmens regi af Dillenbeck.
Filmen var planlagt til at begynde på optagelser i marts 2021, men blev forsinket på grund af COVID-19-epidemien og kom til at blive noget dyrere end oprindeligt planlagt.